# Helice
Helice is een geslacht van kreeftachtigen uit de klasse van de Malacostraca (hogere kreeftachtigen).

## Soorten
- Helice formosensis Rathbun, 1931
- Helice latimera Parisi, 1918
- Helice tientsinensis Rathbun, 1931
- Helice tridens (De Haan, 1835)